# О’Лири, Хуан Эмилиано
Хуан Эмилиано О’Лири Урдапильета (исп. Juan Emiliano O'Leary Urdapilleta; 1 июня 1879, Асунсьон — 31 октября 1969, там же) — парагвайский поэт, журналист, эссеист, политик, историк, педагог и архивариус. Один из основателей парагвайского исторического ревизионизма.

## Биография
Родился в семье уругвайского бизнесмена. Обучался в средней школе при Парагвайском институте, затем — в Национальном колледже. Изучал медицину в Буэнос-Айресе и право в Асунсьоне, слушал лекции по журналистике.
С 1897 года — журналист.
Занимал кафедру географии, американской и национальной истории и испанского языка в Национальном колледже, преподавал в обычной школе всеобщую историю. В 1910 году работал директором Национального архива Парагвая (es:Archivo Nacional de Asunción).
Активный политик, член Парагвайской партии Колорадо.
Избирался в парламент, занимал несколько должностей в государственной администрации и за рубежом.
Занимался изучением роли Франсиско Солано Лопеса в истории Парагвая. Основным вкладом О’Лири в парагвайскую историографию была его переоценка деятельности Франсиско Солано Лопеса и его роли в Войне Тройственного альянса.

## Избранная библиография
Поэзия
- El alma de la raza (1899)
- Los conquistadores (1921)
- Elegías a mi hija (1923)
- Antología poética (volumen póstumo, 1983)

Исторические труды
- Páginas de historia… (1916)
- «El libro de los héroes» (1922)
- El Paraguay en la unificación argentina (1924)
- El héroe del Paraguay (1930)
- Los legionarios (1930)
- Apostolado patriótico (1933)

Эссе
- Historia de la Guerra de la Triple Alianza (1912)
- Nuestra epopeya (1919)
- El mariscal Solano López (1925)
- Prosa polémica (1982)

## Память
- Его именем назван город департамента Альто-Парана — Хуан-Эмилио-О'Лири (Juan Emilio O’Leary).